# Royal Tasmanian Botanical Gardens

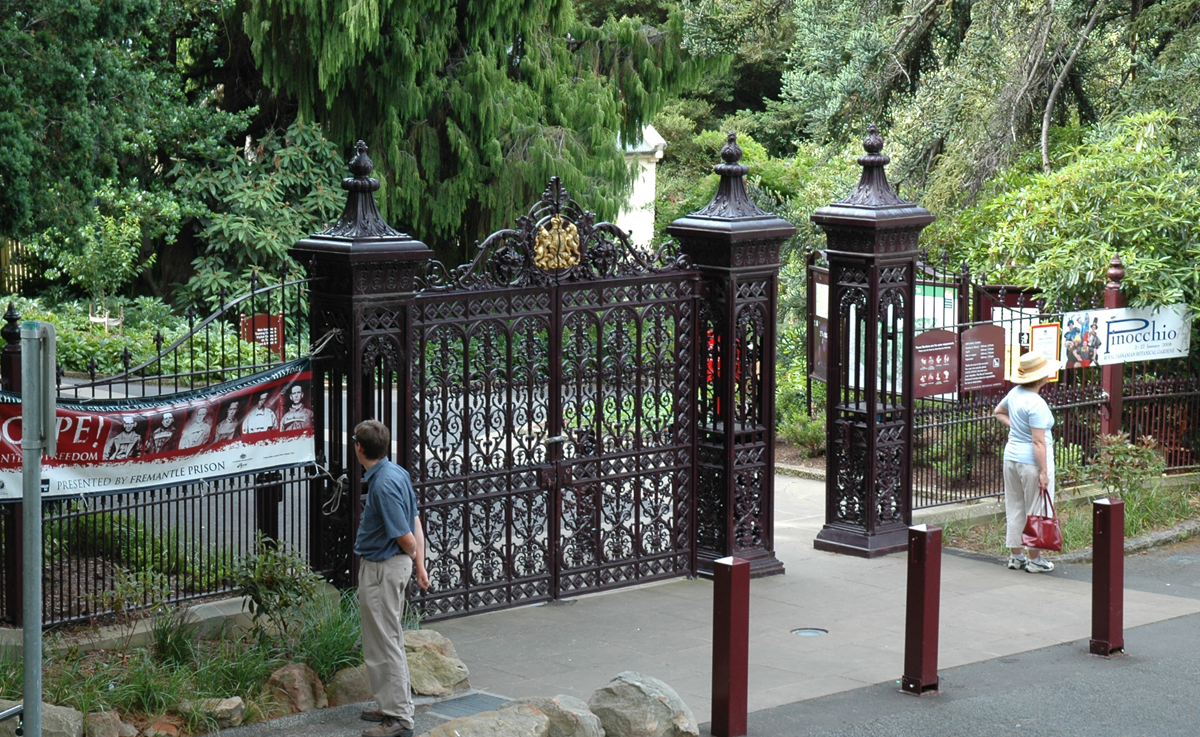
Eingang zu den Royal Tasmanian Botanical Gardens

Die Royal Tasmanian Botanical Gardens  sind die botanischen Gärten von Hobart, der Hauptstadt Tasmaniens in Australien.
Sie wurden 1818 gegründet, liegen in der Queens Domain am Unterlauf des Derwent River und bedecken eine Fläche von 14 ha. Im Garten findet man historische Pflanzensammlungen und eine große Zahl herausragender Bäume, viele davon aus dem 19. Jahrhundert. Auch beherbergt er eine wachsende Zahl wichtiger Erhaltungssammlungen von tasmanischen Pflanzen, von denen die Lomatia tasmanica eine der eigenartigsten ist. Außerdem gibt es dort das einzige subantarktische Gewächshaus der Welt. Hier sind Pflanzen von den subantarktischen Inseln (südlich von Australien und Neuseeland) in klimatisierter Umgebung ausgestellt, wo kalter Nebel und Dunst die feuchtkalten Lebensbedingungen ihrer Inselheimat schafft. Die Pflanzen des subantarktischen Gewächshauses wurden von Angestellten des botanischen Gartens und ihnen zugetanen Wissenschaftlern bei Exkursionen auf die Macquarie-Insel gesammelt.
Im Besucherzentrum sind ein Restaurant, ein Andenkengeschäft, eine Galerie mit regelmäßig wechselnden Ausstellungen örtlicher Künstler und eine Ausstellungsfläche für die Sammlungen des botanischen Gartens untergebracht.

## Geschichte
Vor der Besiedelung durch die Europäer nutzten tasmanischen Aboriginesstämme dieses Gelände und auch heute noch kann man Spuren ihres Lebens dort finden.

## Zusammenarbeit mit der Stadt
Die Royal Tasmanian Botanical Gardens unterstützen häufig die Stadt Hobart. So beherbergten sie z. B. im Februar 2011 eine Fotoausstellung, die von Studenten der OAK Community Services gestaltet worden war.
Anfang 2011 war der botanische Garten Gastgeber für Power Plant, eine Ton- und Lichtshow, die direkt von einer Ausverkaufssaison in Hongkong kam. Diese Show wurde in den Gärten als Teil 10 days on the Island-Festivals 2011 aufgebaut.

## Bildung
Die Royal Tasmanian Botanical Gardens sind gehalten, die Bevölkerung zu den Themen Pflanzen und Umwelt weiterzubilden. Eine der größeren Bildungsveranstaltungen im Jahr ist Growing Your Future, eine Berufsinformationsveranstaltung, die viele Organisationen und Betriebe einerseits und Studenten andererseits zusammenbringt, um die Berufsaussichten und Horizonte letzterer zu erweitern. 2012 soll die Veranstaltung am 27. April stattfinden.
Der botanische Garten nimmt auch an der Partnerschaft Growing our Future, Growing the NBN (Kooperation mit dem nationalen Breitband-(Internet)-Netzwerk zur Bildung der tasmanischen Bevölkerung in Gartenkultur) teil. Weiterhin nehmen GlobalNET ICT und die Independent Schools Tasmania daran teil.

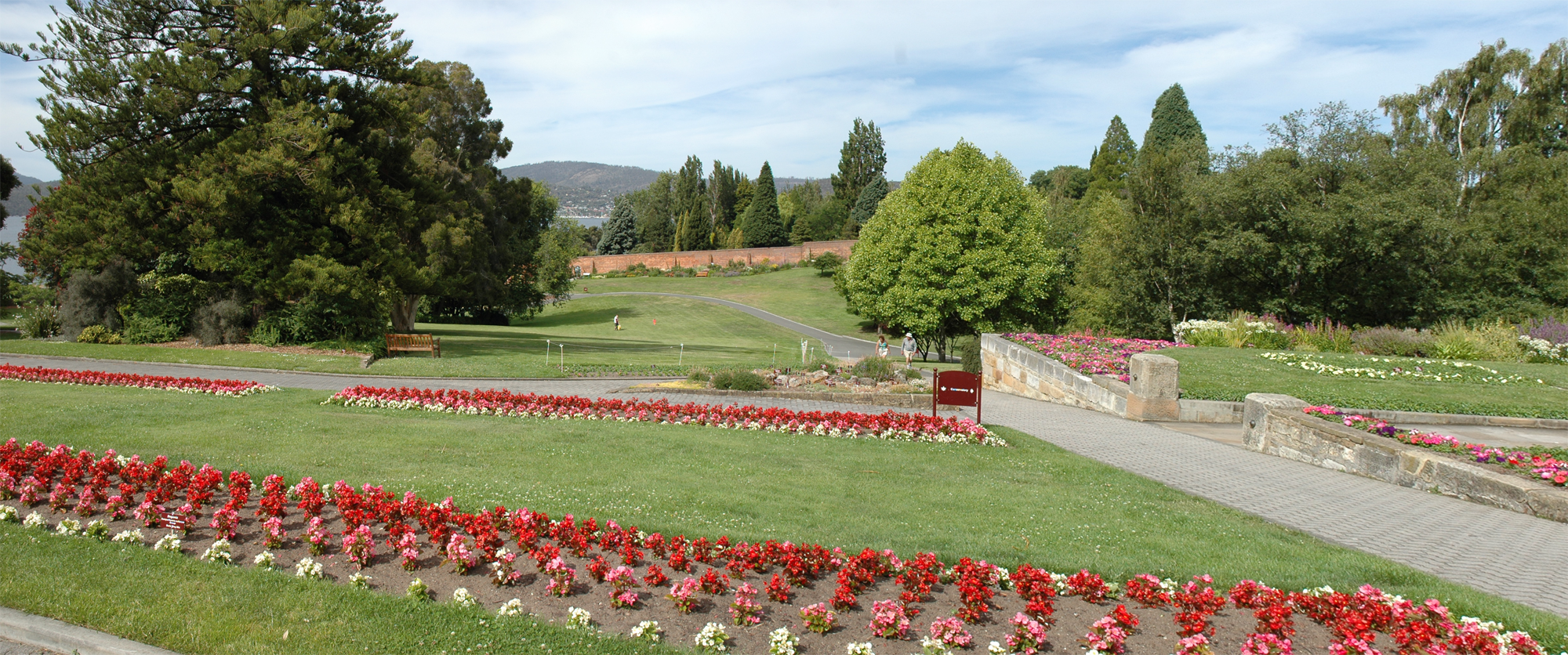
Royal Tasmanian Botanical Gardens